# Getto w Brzezinach

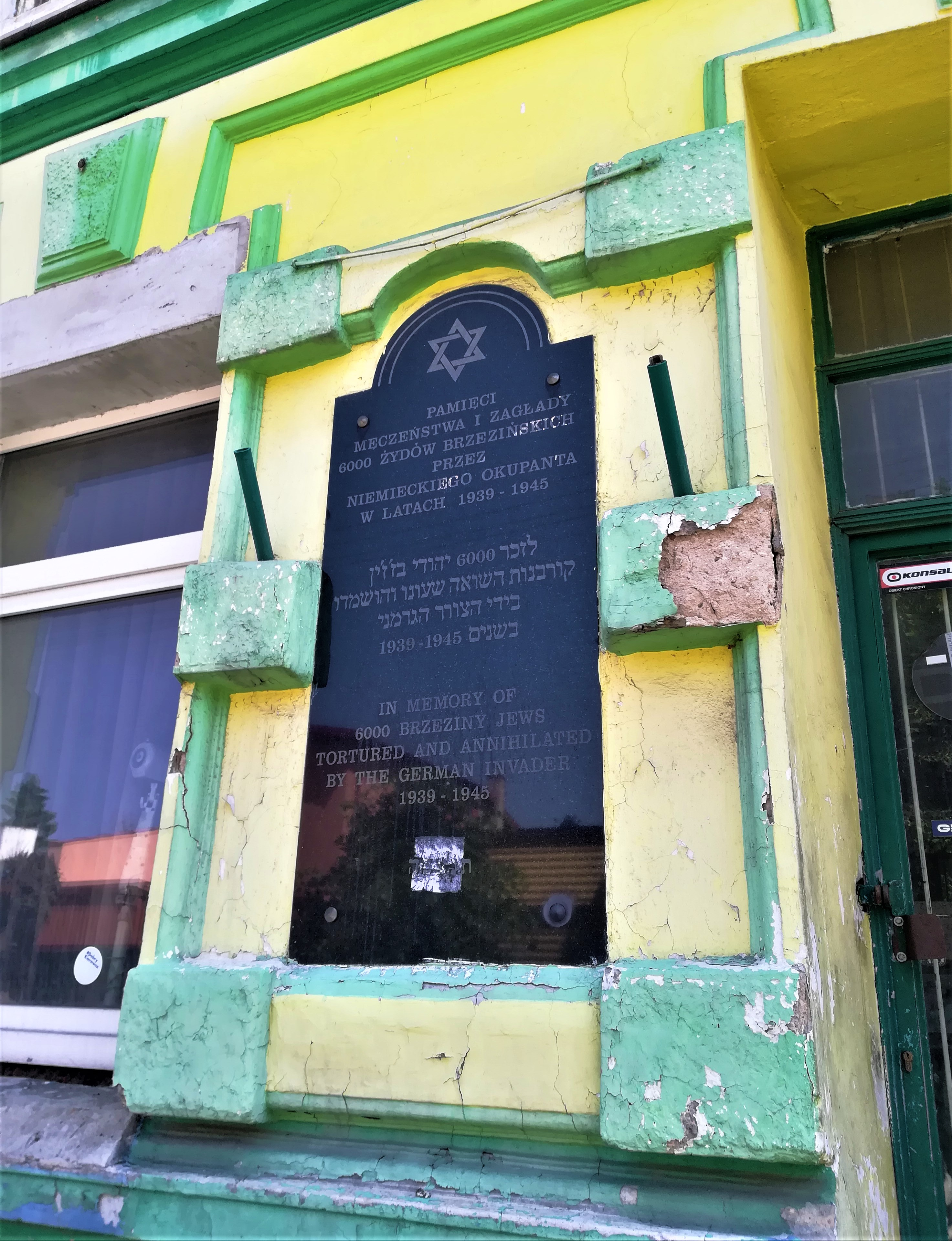
Tablica pamiątkowa upamiętniająca brzezińskich Żydów zamordowanych podczas II wojny światowej

Getto w Brzezinach – getto żydowskie utworzone podczas II wojny światowej w Brzezinach.

## Historia
Przed wybuchem II wojny światowej w Brzezinach mieszkało około 6850 Żydów.

### Początek okupacji
Po zajęciu Brzezin podczas kampanii wrześniowej pozostałym w mieście członkom władz gminy żydowskiej nakazano dostarczanie codziennie Żydów do pracy przymusowej. Powstał następnie komitet żydowski, w którego skład weszli Icchak Dymant, dr Warhaft, Jaakow Zagon i dr Ehrlicht. Komitet finansowany był ze składek Żydów oraz z własnej działalności (dochody pochodziły m.in. ze sprzedaży szmuglowancyh z niemieckich magazynów ubrań, skonfiskowanych wcześniej Żydom). Niemcy uznawali ten komitet za Judenrat.
9 listopada 1939 roku podpalono brzezińską synagogę, oskarżając o to Żydów. Rabin Zalman Borensztajn został pobity przez Niemców, podpalono również jego brodę. Następnie rabin i niektórzy przedstawiciele elit żydowskich zostali aresztowani i wysłani do aresztu w Łodzi. Na przełomie listopada i grudnia 1939 roku Żydzi zajmujący lepsze mieszkania zostali z nich wyrzuceni przez Niemców, zezwolono im jedynie na zebranie części ubrań. Mieszkania żydowskie zostały zaplombowane.

### Utworzenie getta
Getto w Brzezinach zostało oficjalnie utworzone w kwietniu (lub maju) 1940 roku. Getto objęło obszar przy ulicach Mickiewicza, Staszica, Lasockich, Traugutta, Berka Joselewicza,  1 Maja, Piłsudskiego, Kościuszki, św. Anny i Plac Pierackiego, teren został otoczony płotem. W getcie uwięziono około 6 tysięcy Żydów. W getcie utworzono nowy Judenrat, na czele którego stanął Fiszke Ikka, działała m.in. poczta, policja żydowska, pomoc społeczna oraz sądownictwo. Ikka oskarżany był o sprawowanie „władzy dyktatorskiej” oraz o bycie agentem Gestapo, po wojnie za swoją działalność stanął przed sądem.
Około 90% populacji getta zatrudnionych było w warsztatach krawieckich przedsiębiorstw Guenther Schwartz oraz Forschter und Bunger. Żydzi pracowali 12 godzin dziennie, niektóre zakłady zatrudniały także dzieci. Żydzi byli jednak wykorzystywani także do prac przymusowych, m.in. w czerwcu 1941 roku 150 młodych Żydów zostało wysłanych do pracy przy kopaniu torfu w okolicach Strykowa.
W getcie panowały trudne warunki sanitarne. Getto było przeludnione, szerzył się głód oraz choroby. Dzienny przydział żywności obejmował 200 gramów chleba, raz na tydzień Żydzi otrzymwali także 250 gramów cukru, 200 gramów mąki, 150 gramów margaryny, 100 gramów miodu oraz małe ilości warzyw, mydła i węgla. Robotnicy otrzymywali także codzienny przydział zupy, więźniowie getta otrzymywali również pomoc od polskich mieszkańców Brzezin.
W marcu 1942 roku, w dniu święta Purim, na ruinach synagogi dokonano publicznej egzekucji 10 osób. Za wybór skazańców odpowiadał Judenrat, zamordowano wówczas osoby aresztowane za przemyt oraz zmarginalizowanych członków społeczności, w tym bezdomnych oraz chorych psychicznie. W maju 1942 roku do getta przesiedlono więźniów getta w Strykowie. 

### Likwidacja getta
W 1942 roku sytuacja w getcie pogorszyła się, z powodu braku zamówień działalności zaprzestały warsztaty krawieckie. W kwietniu 1942 roku pacjentów szpitala żydowskiego zamordowano za pomocą mobilnych komór gazowych. Wszyscy więźniowie getta zostali wezwani do stawienia się przed komisją lekarską, która dokonywała selekcji zdolnych do pracy Żydów – zdolni oznaczani byli literą A, natomiast chorzy i starcy literą B.
Akcja likwidacyjna getta rozpoczęła się w dniach 14–15 maja 1942 roku. Wówczas do Brzezin przybył Hans Biebow oraz funkcjonariusze Gestapo, Żydom oznaczonym literą B oraz matkom z dziećmi nakazano zebrać się na placu targowym. Żydzi zebrani na targowisku, około 1700 osób, przeprowadzeni zostali do stacji kolejowej Gałkówek i stamtąd wysłani do obozu zagłady w Chełmnie nad Nerem i tam zamordowani. Podczas załadunku Żydów do pociągów kilkanaście osób zostało zamordowanych.
Ostateczna likwidacja getta przeprowadzona została w dniach 18–20 maja. Podczas likwidacji przeprowadzono ponowną selekcję – Żydzi uznani za zdolnych do pracy wysyłani byli do obozów pracy, reszta (ok. 4300) została deportowana do getta łódzkiego. W Brzezinach pozostało około 300 Żydów odpowiedzialnych za uporządkowanie terenu po getcie, zostali oni zamordowani 22 sierpnia 1942 roku.